# Scotopteryx modesta
Scotopteryx modesta là một loài bướm đêm trong họ Geometridae.